# Hexisopus lanatus
Espèce
Synonymes
- Aellopus lanata C. L. Koch, 1842

Hexisopus lanatus est une espèce de solifuges de la famille des Hexisopodidae.

## Distribution
Cette espèce se rencontre en Afrique du Sud et en Namibie.

## Description
Le mâle décrit par Roewer en 1933 mesure 16 mm et la femelle 16 mm.

## Publication originale
- C. L. Koch, 1842 : Systematische Übersicht über die Familie der Galeoden. Archiv fèur Naturgeschichte, vol. 1, p. 350-356 (texte intégral).